# Ned Sublette
Ned Sublette (n. en 1951 en Lubbock, Texas) es un compositor, músico, productor de discos, musicólogo y autor estadounidense. Sublette estudió guitarra clásica española con Héctor García en la Universidad de Nuevo México y con Emilio Pujol en España. Estudió composición con Kenneth Gaburo en la Universidad de California, San Diego. Creció en Portales, Nuevo México y se mudó a la ciudad de Nueva York en 1976. Ha trabajado con músicos como John Cage, LaMonte Young, Glenn Branca y Peter Gordon.

## Carrera musical
Como intérprete, Sublette es conocido por fusionar estilos country-western y afro-caribeños que incluyen salsa, cumbia y rumba, como refleja en el álbum de 1999 Cowboy Rumba, así como en su segundo álbum de 2012 Kiss You Down South. También es un destacado estudioso de la música cubana. Su sello Qbadisc lanza música cubana en los Estados Unidos y ha lanzado música de músicos latinos como Ritmo Oriental e Issac Delgado. Ha coproducido el programa Afropop Worldwide de Public Radio International.

## Publicaciones
Su libro sobre la música cubana, Cuba and Its Music: From the First Drums to the Mambo (ISBN 1-55652-516-8) fue publicado en 2004. The World That Made New Orleans: From Spanish Silver to Congo Square, (ISBN 9781556527302 ) fue publicado en 2008 por Lawrence Hill Books. El año antes de la inundación: una historia de Nueva Orleans (ISBN 9781556528248) publicado en 2009 por Lawrence Hill Books  donde la sobre la cultura y música de Nueva Orleans.

## Reconocimientos
Sublette fue becario del Guggenheim 2005. En 2012 fue becario Knight-Luce por reportar sobre religión global en la Universidad del Sur de California. Hizo una investigación en Angola, que resultó en una serie de radio Hip Deep Angola de cuatro episodios, producida para el programa de radio Afropop Worldwide.

## Otros trabajos
Sublette protagoniza Vidas Perfectas, una versión en español de la "ópera televisiva" Perfect Lives de Robert Ashley de 1983, que se estrenó en el escenario del Irondale Theatre, Brooklyn en diciembre de 2011.
En octubre de 2015, Sublette y su esposa Constance publicaron The American Slave Coast: A History of the Slave-Breeding Industry (ISBN 978-1-61374-820-6), una historia del comercio de esclavos en las colonias y estados del sur de Estados Unidos.
También ha escrito sobre los orígenes del reguetón.

## Discografía
- Ships at Sea, Sailors and Shoes (Excellent, 1993)
- Monsters from the Deep (Excellent, 1997)
- Cowboy Rumba (Palm Pictures, 1999)
- Kiss You Down South (Postmambo, 2012)